# Hischen Hus

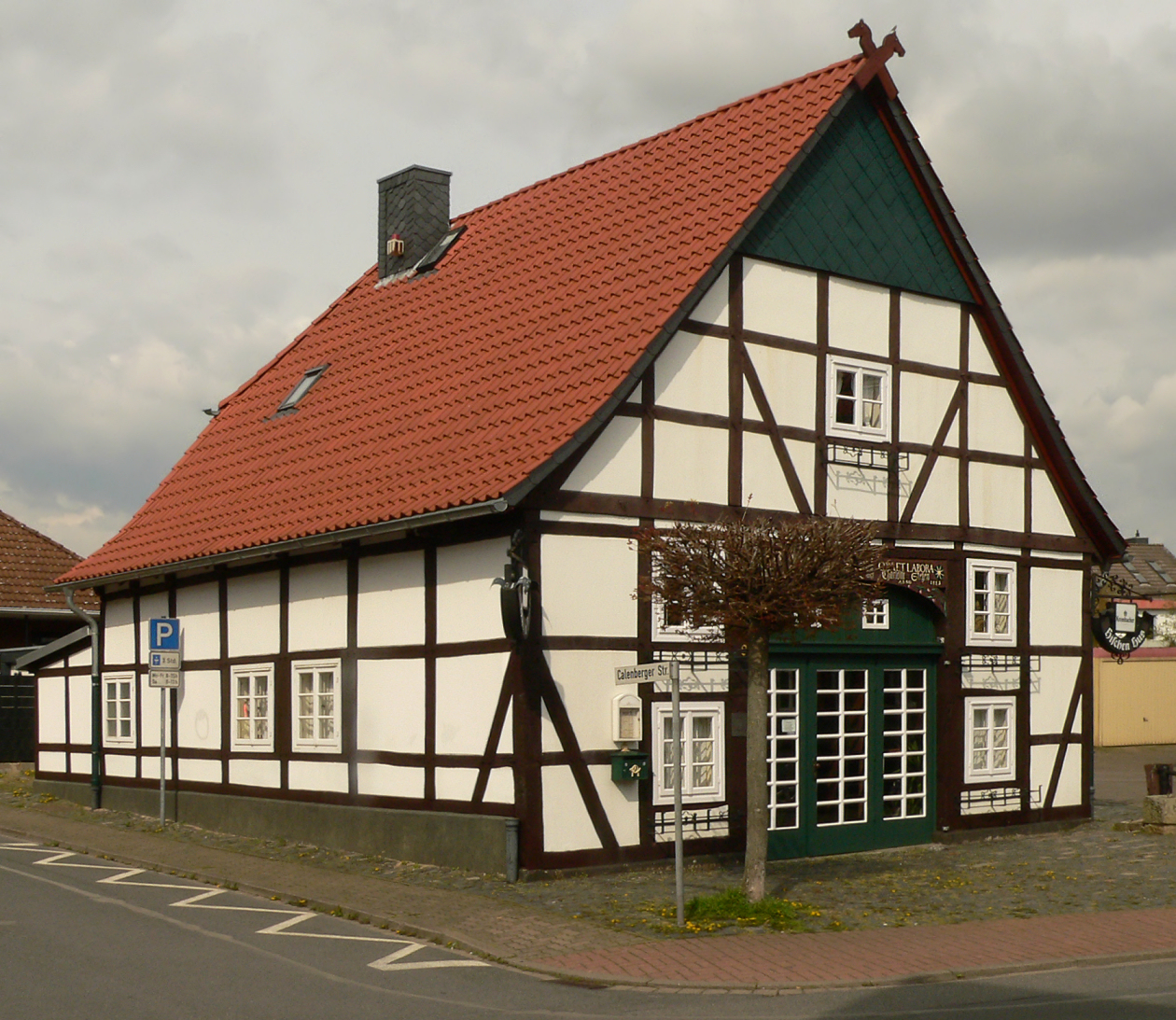
Hischen Hus

Das Hischen Hus ist ein 1825 errichtetes Wohn- und Wirtschaftsgebäude in Gehrden in Niedersachsen. In dem denkmalgeschützten Haus befindet sich seit 1984 ein Gastronomiebetrieb.
Das Gebäude ist als Hallenhaus in Vierständerbauweise erbaut worden. Mit einer Länge von rund 10 Metern und einer Breite von etwa 9 Metern handelt es sich um ein kleines Hallenhaus, das vom Typ her von Kötner oder Handwerker zum Wohnen und Wirtschaften genutzt wurde. Es entstand einige Jahrzehnte nach dem Stadtbrand von 1762, der bis auf die Margarethenkirche und das Gehrdener Brauhaus nahezu den gesamten Baubestand des Ortes vernichtete. Die ersten Besitzer waren der Handwerker Friedrich Daniel Harbohrt und seine Ehefrau Dorothee Louise Charlotte Stegen, deren Namen sich in der Hausinschrift im Dielentorbalken finden. Heute zählt es zu den ältesten Kleinbauernhäuser der Stadt.
Mit dem Hischen Hus sowie gut einem Dutzend weiterer Häuser in dem Straßenzug hat sich von der mittelalterlichen Bebauung des Ackerbürgerstädtchens Gehrden die Giebelständigkeit der Bebauung unverändert erhalten.
In dem Haus lebte über 100 Jahre in mehreren Generationen die Familie Hische. Im Gebäude ist der Bauunternehmer Heinrich Hische (1883–1965) geboren worden, der von 1945 bis 1960 Bürgermeister in Gehrden war. Das Haus ist nach der Familie Hische benannt worden, wobei das niederdeutsche Wort Hus für Haus steht.
Das Haus wurden nach einem Verkauf 1982 für eine Nutzung als Gaststätte umgebaut und grundlegend saniert. Die gekreuzten Pferdeköpfe am Dachfirst sind nicht ursprünglich, sondern wurden etwa 1987 angebracht.

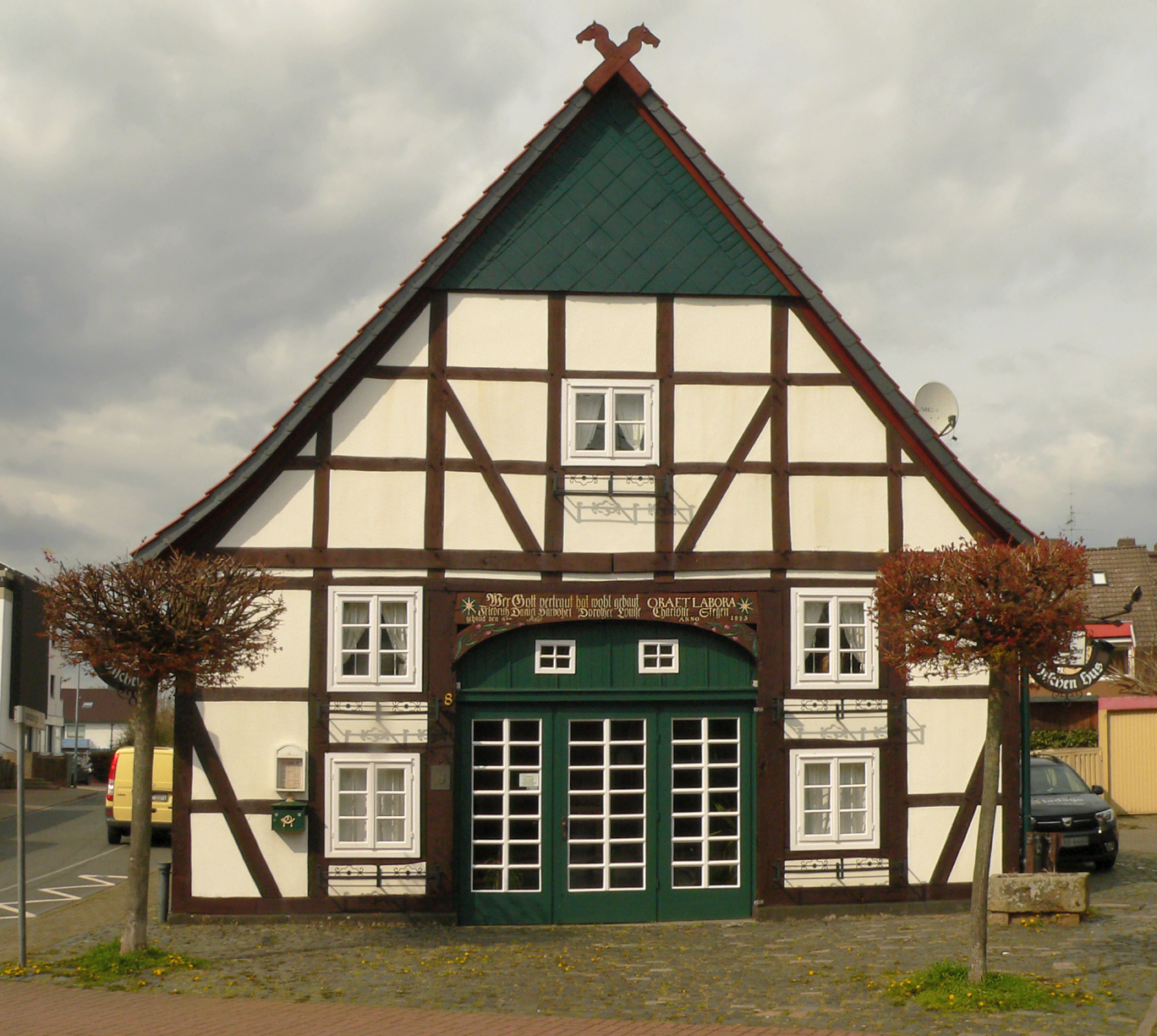
Giebelseite mit gekreuzten Pferdeköpfen am Dachfirst
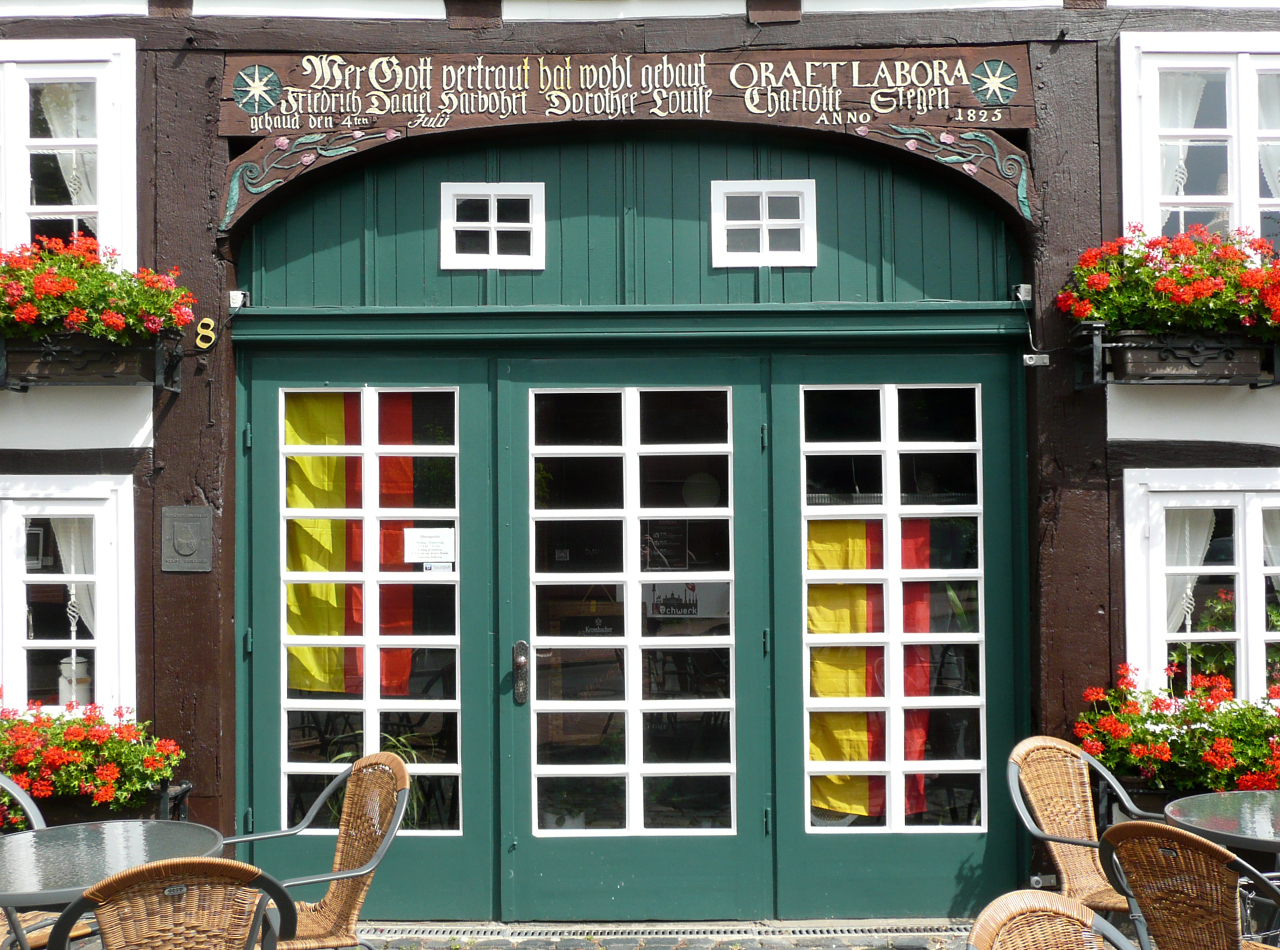
Toreinfahrt mit Dielentorbalken
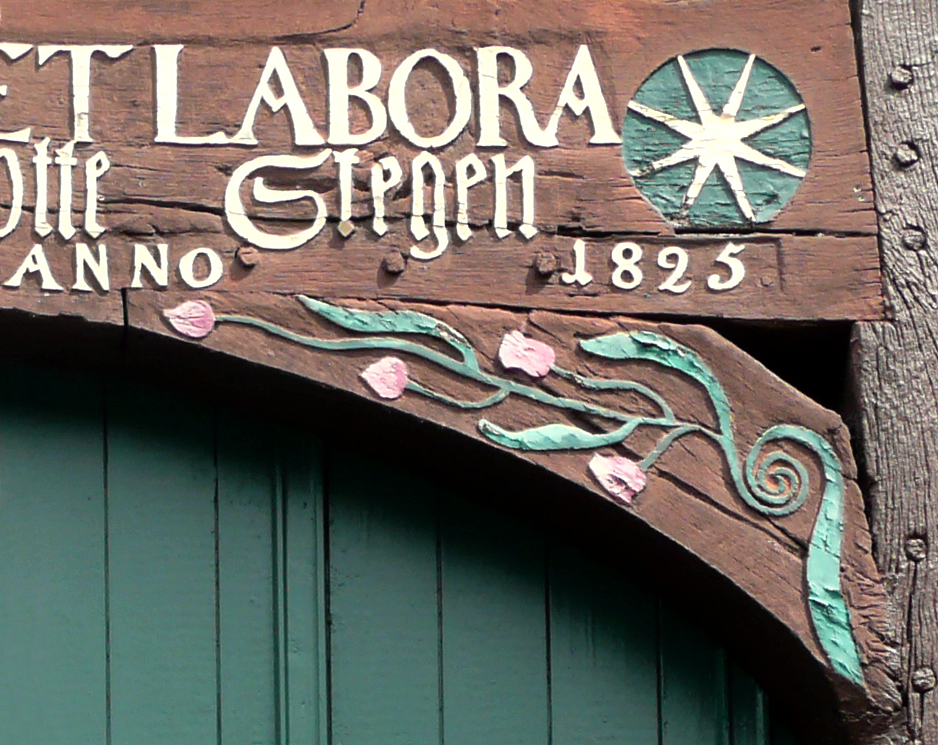
Details des Dielentorbalkens mit Baujahr 1825,  Achtstern als Sinnbild der Sonne und Spirale, aus der der Lebensbaum wächst